# Le Meilleur de la vie
Le Meilleur de la vie est un film français réalisé par Renaud Victor, sorti en 1985.

## Fiche technique
- Réalisation : Renaud Victor
- Scénario : Charles Boyadjian, Sophie Rouffio, Renaud Victor et Gérard Brach
- Dialogues : Muriel Teodori et Renaud Victor
- Photographie : Richard Copans
- Son : Julien Cloquet et Antoine Ouvrier
- Musique : Didier Desmas
- Décors : Michel Vandestien
- Montage : Jean Gargonne
- Durée : 95 min
- Dates de sortie :

## Distribution
- Sandrine Bonnaire : Véronique
- Jacques Bonnaffé : Adrien
- Jean-Marc Bory : le père de Véronique
- Marie-Christine Barrault : la mère de Véronique
- Jenny Clève : la mère d'Adrien
- Julien Olivier : le père d'Adrien
- Julie Jézéquel : Solange
- Yann Dedet : Henri
- Valérie Dumas : Colette
- Juliette Binoche : l'amie de Véronique au bar

## Tournage
Il a notamment été tourné sur la plage de l'Espiguette et en gare de Nîmes.